# Капонир

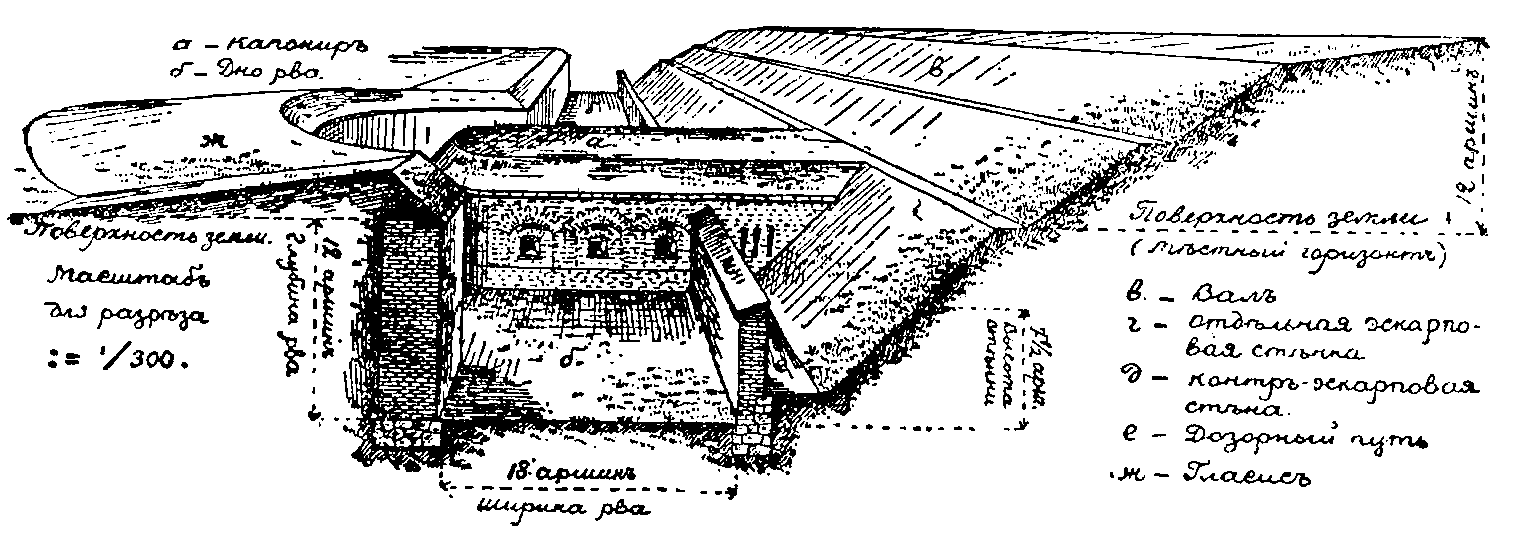

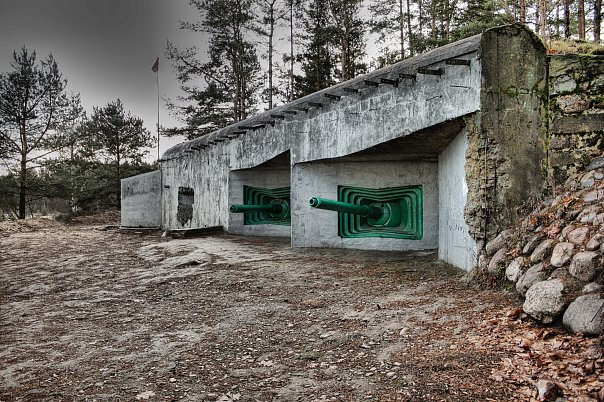
Артиллерийский полукапонир — первая модель (АПК-1) с двумя казематными артустановками ЗИФ-26, Сестрорецк.

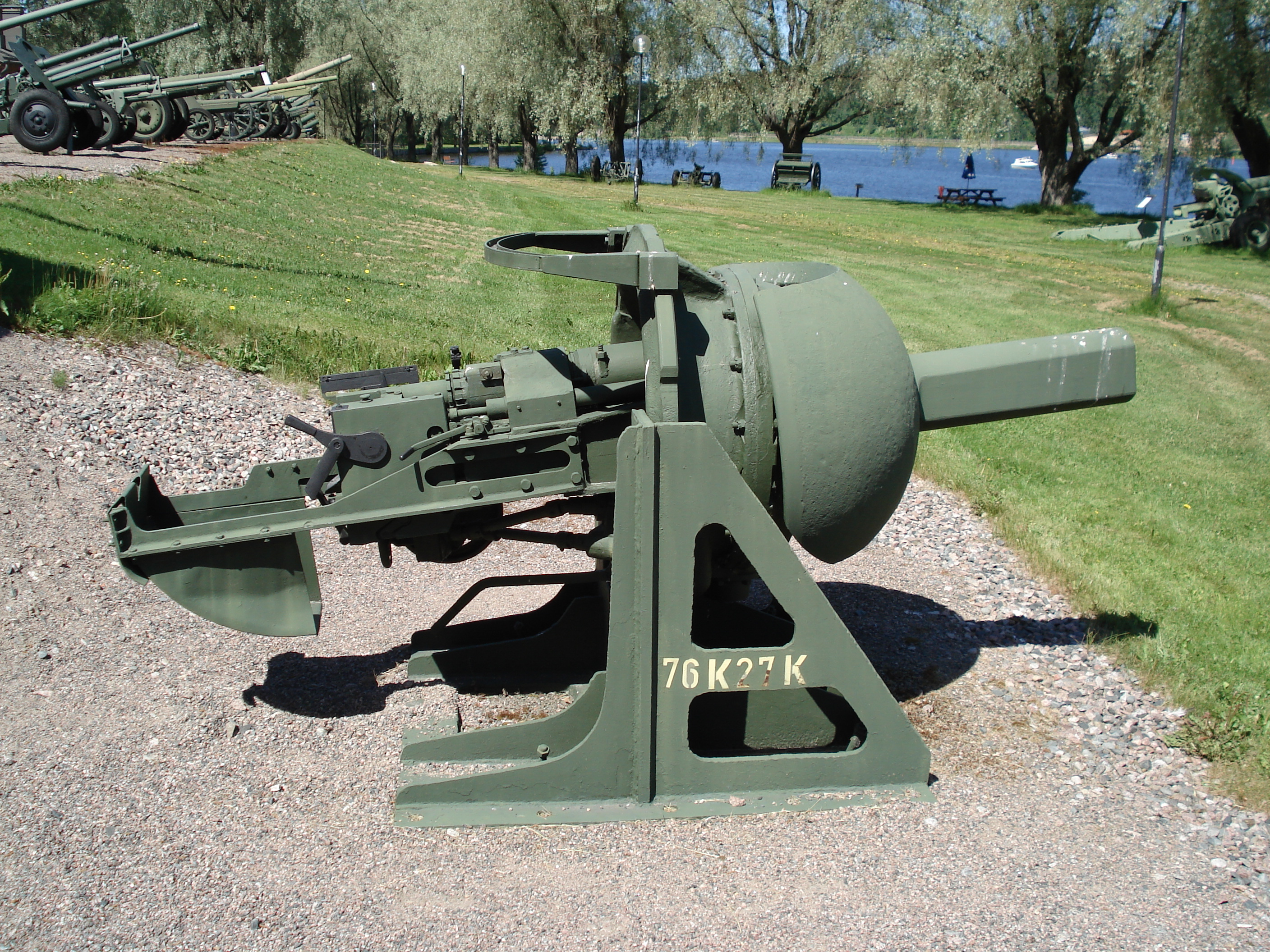
Капонирное орудие или Казематная артиллерийская установка Л-17.

Капони́р (фр. caponniere — капонир, которое в свою очередь, вероятно, от слова «capon», которое само происходит от нижнелатинского capit — голова) — фланкирующее сооружение для ведения флангового огня по одному или по двум противоположным направлениям.
Представлял собой сводчатое, присыпанное землёй помещение, устраивавшееся внутри крепостного рва и вооружённое пушками, для обстрела неприятеля в случае штурма. Такого рода капониры известны с XVII века.

## Описание
Кроме собственно капониров имелись следующие фланкирующие сооружения этого типа:
- полукапонир — фланкирующее сооружение, примыкающее к эскарпу и ведущее фланговый огонь в одном направлении;
- открытый капонир — открытая сверху часть крепостных укреплений, выступающая в ров с той же целью;
- косой капонир — капонир, сооруженный под углом к земляному валу крепости;
- тыльный капонир — двухэтажное сооружение в тылу сомкнутого укрепления, нижняя часть которого предназначалась для обстрела рва, верхняя — для обстрела местности между этим и соседним укреплением.

Также капониром называют открытое обвалованное на аэродроме место стоянки самолёта, защищающее его от воздействия осколков, ударной волны, а также (при ядерном взрыве) — от светового излучения. Кроме того, капонир затрудняет ведение разведки.
А вот закрытые (обсыпные) стоянки для самолётов, оборудованные внутри горных массивов, относятся к капонирам (нишам).

На другом острове Курильской гряды мы увидели более крупный аэродром, с несколькими полосами. В центре его высилась гора, которую опоясывала рулежная дорожка. У подножия горы японцы соорудили капониры, куда и закатывали самолёты на случай атаки аэродрома или стихийного бедствия. Входы в капониры ограждали подвижные (на роликах) металлические плиты — тоже мера предосторожности. Все это было очень искусно замаскировано под цвет окружающей местности.— С. А. Красовский, «Жизнь в авиации»
То же название некоторые могут употреблять и в отношении арочных укрытий (в том числе — усиленного типа) для летательных аппаратов фронтовой авиации. Для «большой» авиации (дальней, стратегической, военно-транспортной и так далее) арочные укрытия не строят по причине их размера и чрезмерной стоимости.
В современных сухопутных войсках земляные обвалования, также именуемые капонирами, используют с целью защиты боевой техники (бронированной, автомобильной, специальной и другой), а также личного состава подразделений от воздействия осколков, ударной волны, а также (при ядерном взрыве) — от светового излучения. Изготавливаются при помощи двусторонней обваловки грунтом низменных участков местности (оврагов и так далее, при возможности) и маскируют при помощи сеток и подручных средств (срезанных кустов, небольших деревьев и так далее).

## Галерея

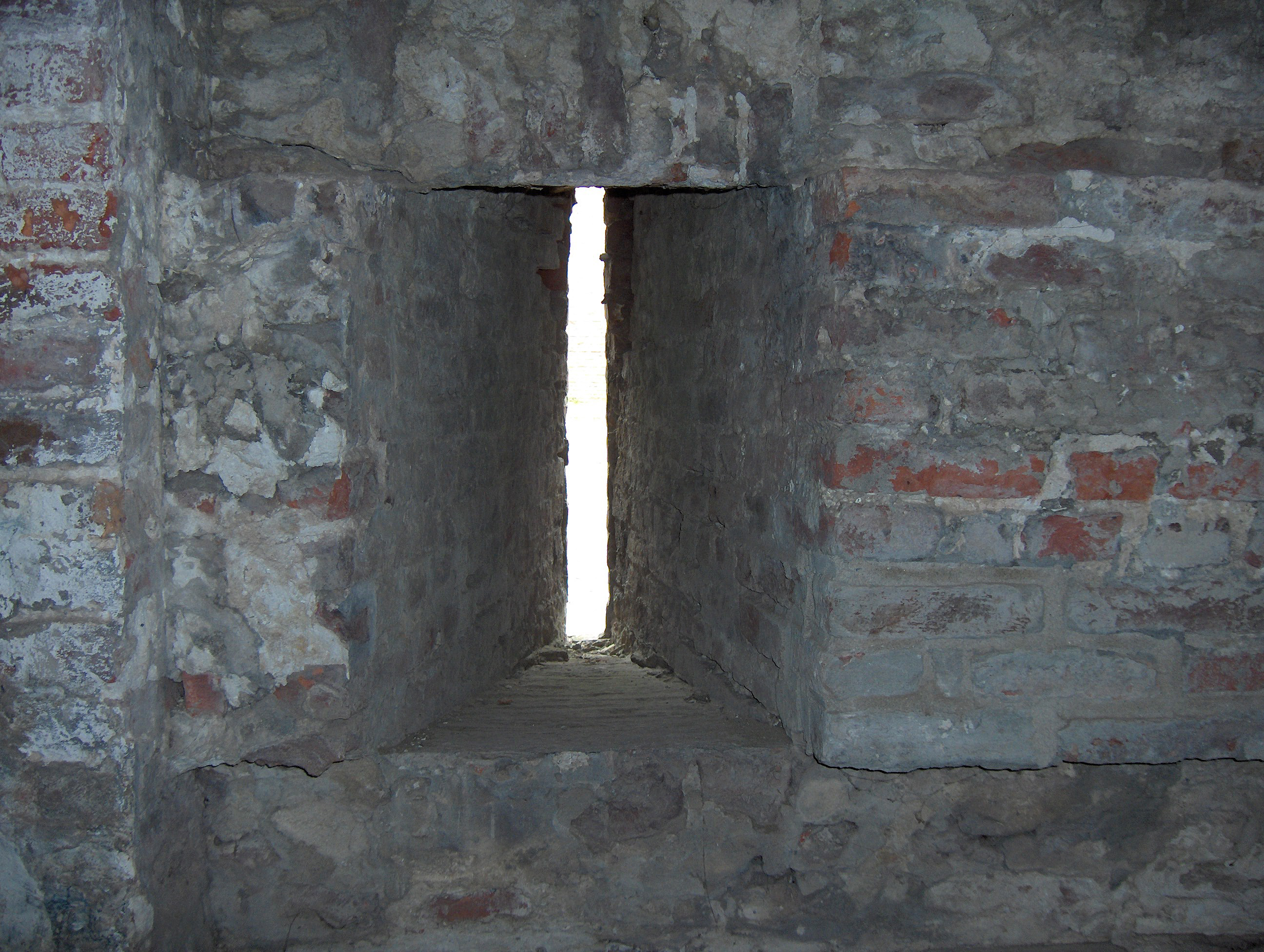
Бойница в капонире
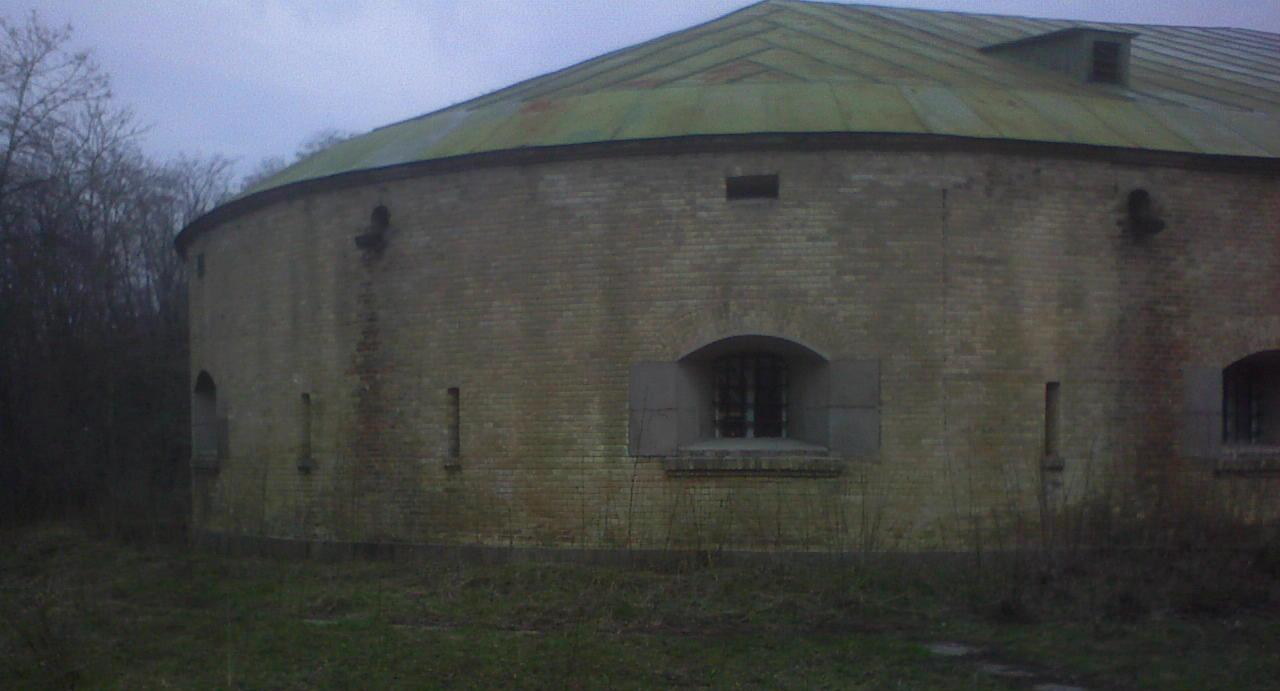
Косой капонир, Киевская крепость
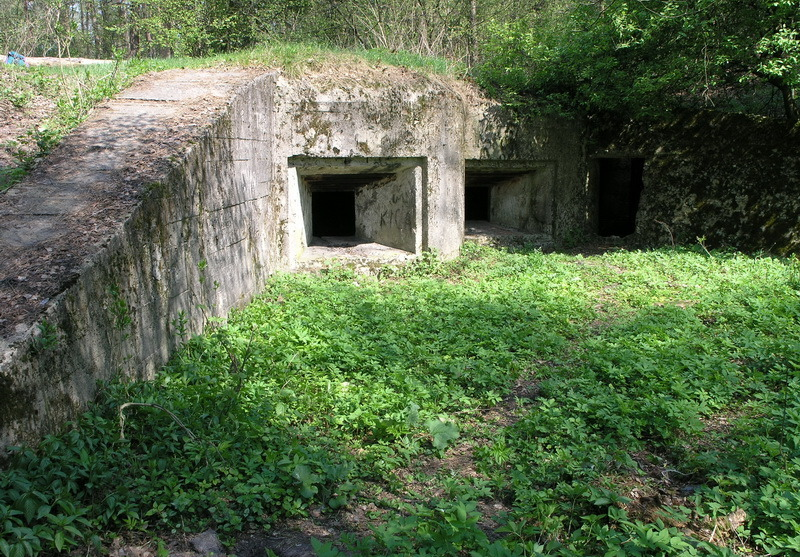
Артиллерийский капонир № 554 Киевского укрепрайона, слева сторона, обращённая к противнику